# 橡樹街 (溫哥華)
橡樹街，音譯為渥街，是加拿大卑詩省溫哥華一條主要南北向街道，北起福溪南岸西6街，南至馬寶區並駁上橡樹街橋通往列治文魯魯島。橡樹街位於西70街以南的一小段隸屬卑詩省99號公路。

## 歷史
橡樹街以及鄰近其他以樹木命名的街道是於1887年由加拿大太平洋鐵路土地測量師及溫哥華市議會首屆市議員之一咸美頓（L.A. Hamilton）定名。溫哥華市政府於1891年正式確認橡樹街一名，當時橡樹街僅及溫哥華市和灰角自治區（Municipality of Point Grey）的界線（即16街）。灰角區從1910年至1912年間逐步將橡樹街一名延伸至菲沙河北支流。
第一次世界大戰後，溫哥華的猶太社區開始在加蘭護街和甘比街之間，以橡樹街為中心的地區落戶，而市内首座猶太社區中心亦於1928年在橡樹街夾西11街開幕。當時市内大部分猶太居民仍居於溫哥華東區士達孔拿一帶，但第二次世界大戰後猶太社區的重心則遷至以中產家庭為主的橡樹街走廊，到1960和70年代則繼續往南沿橡樹街伸展至渥列治區。新猶太社區中心於1962年在渥列治區橡樹街夾西41街開幕，而隨著數座猶太教堂和其他社區設施陸續在渥列治區開幕，橡樹街走廊亦發展成溫哥華猶太社區的焦點。
橡樹街走廊在往後年間物業價格穩步上揚，令猶太社區分散至大溫哥華各城鎮來尋找廉價置業機會。與此同時，橡樹街走廊則逐漸成為華裔居民熱門聚居地之一，到1971年沿線居民當中已有約20%為華裔。